# Chiara Costa
Pour les articles homonymes, voir Costa.
Chiara Costa, née le 29 mai 1975 à Rome, est une tireuse sportive sénégalaise.

## Carrière
Chiara Costa dispute les Jeux olympiques de 2020 à Tokyo, terminant 28e du tour de  qualification.
Elle remporte lors des Championnats d'Afrique de tir 2023 au Caire une médaille d'argent en skeet par équipe avec Hassane Ramlaoui.